# Charles C. Converse

Charles C. Converse

Charles Crozat Converse (* 7. Oktober 1832 in Warren, Massachusetts; † 18. Oktober 1918 in Highwood, New Jersey) war ein US-amerikanischer Rechtsanwalt, der als Komponist von Erweckungsliedern bekannt geworden ist.

## Leben
Charles Crozat Converse arbeitete als Rechtsanwalt in den USA. Außerdem absolvierte er ein Musikstudium am Konservatorium in Leipzig.

## Werk
Charles Crozat Converse komponierte geistliche Lieder im Stil des Erweckungsliedes. Sein bekanntestes Lied ist What a Friend We Have in Jesus (1868, Text von Joseph Medlicott Scriven, deutsch von Ernst Heinrich Gebhardt als Welch ein Freund ist unser Jesus).